# Inglewood Park Cemetery

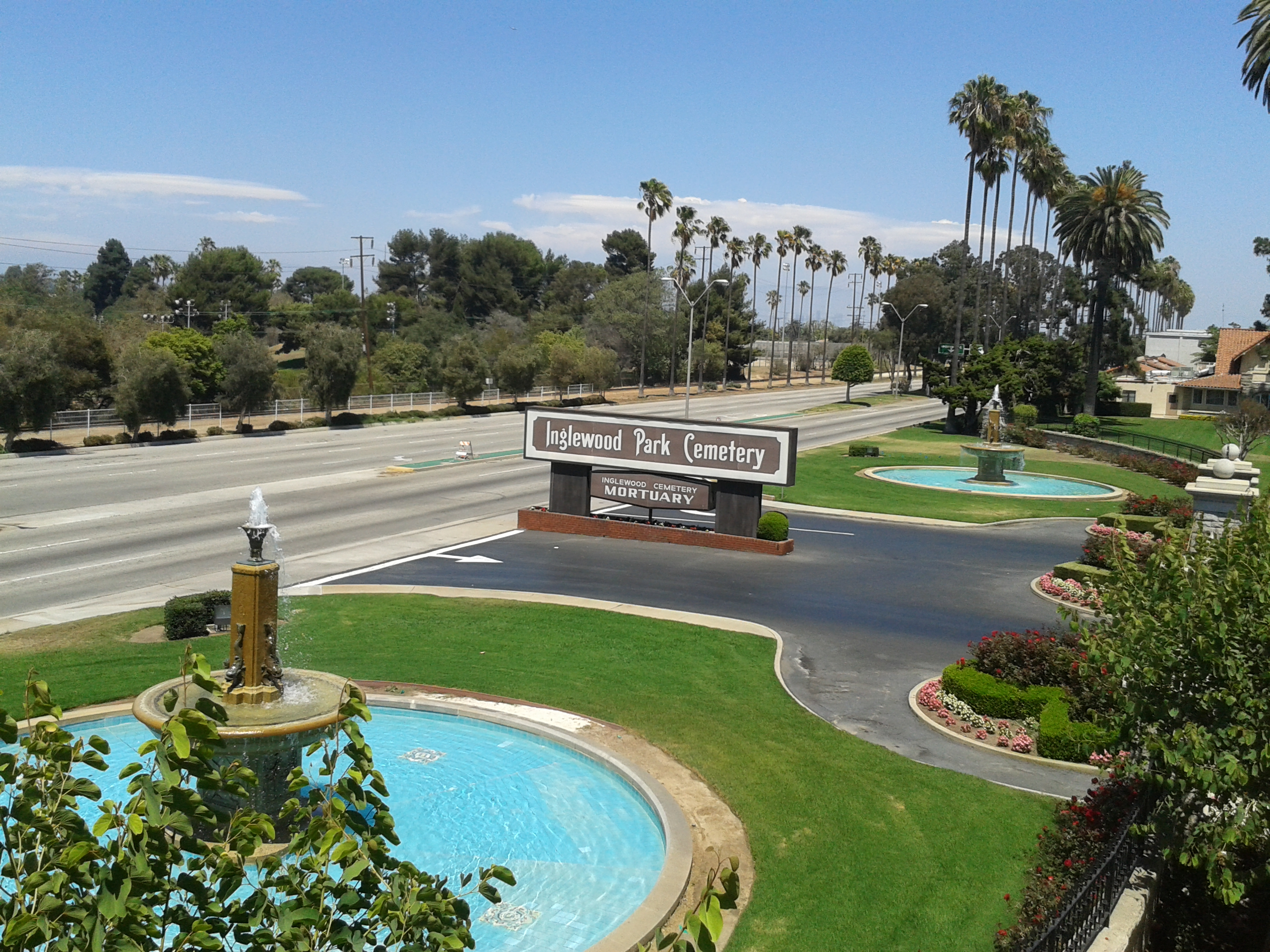
Een van de ingangen tot Inglewood Park Cemetery

Inglewood Park Cemetery is een begraafplaats gelegen in Inglewood in de Verenigde Staten. Op deze begraafplaats liggen tal van beroemdheden begraven.
Een overzicht van beroemdheden die hier begraven liggen:
- Gertrude Baines (1894-2009)
- Chet Baker (1929-1988)
- Ray Charles (1930-2004)
- Thornton Chase (1847-1912)
- Louise Fazenda (1895-1962)
- Ella Fitzgerald (1917-1996)
- Bernie Hamilton (1928-2008)
- Etta James (1938-2012)
- Robert Kardashian (1944-2003)
- Gypsy Rose Lee (1911-1970)
- Louis Meyer (1904-1995)
- Juanita Moore (1914-2014)
- Ernie Morrison (1912-1989)
- Billy Preston (1946-2006)
- Sugar Ray Robinson (1921-1989)
- Cesar Romero (1907-1994)
- Myrtle Stedman (1883-1938)
- Sylvester (1947-1988)